# 28629 Solimano
28629 Solimano è un asteroide della fascia principale. Scoperto nel 2000, presenta un'orbita caratterizzata da un semiasse maggiore pari a 2,6805128 UA e da un'eccentricità di 0,1867522, inclinata di 2,88799° rispetto all'eclittica.